# جورج برهام بار
جورج برهام بار (بالإنجليزية: George Berham Parr)‏ (و. 1901 – 1975 م)هو محامي، ولاعب كرة قدم أمريكية من الولايات المتحدة الأمريكية . ولد في سان دييغو، تكساس .
وهو عضو في الحزب الديمقراطي الأمريكي .

## التعليم
تعلم في جامعة تكساس إيه اند إم.